# Wasserschloss Arnschwang

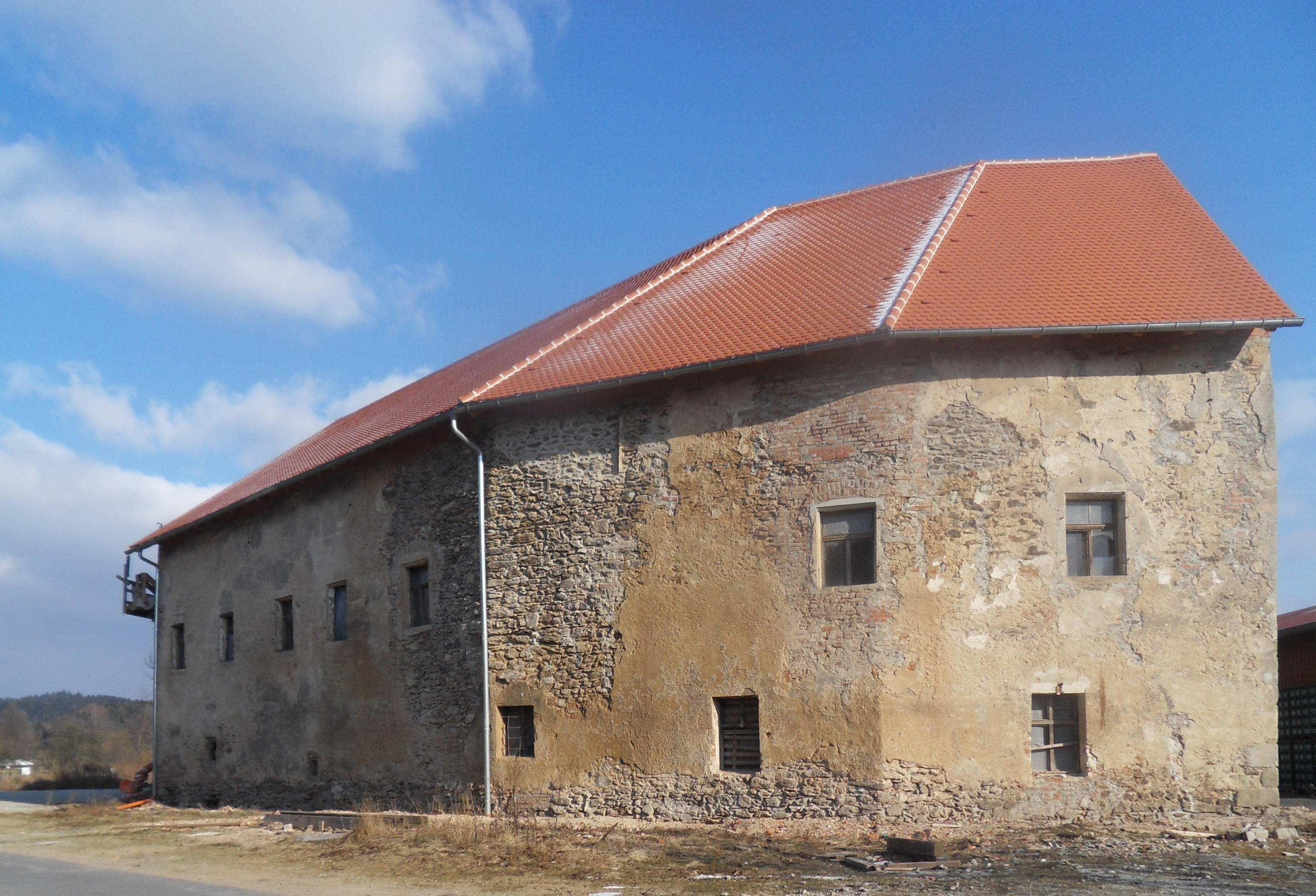
Wasserschloss Arnschwang 2012

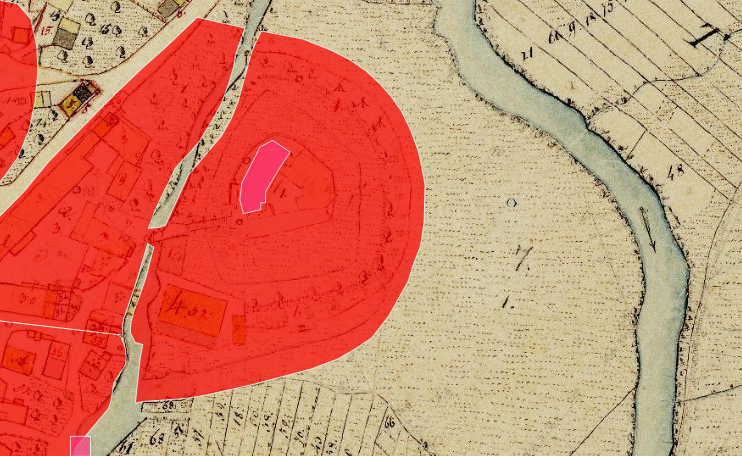
Lageplan von Wasserschloss Arnschwang auf dem Urkataster von Bayern

Das Schloss Arnschwang (auch als Wasserschloss Arnschwang bezeichnet) ist ein denkmalgeschütztes Gebäude in der oberpfälzischen Gemeinde Arnschwang im Landkreis Cham von Bayern (Schloßweg 15). Die Anlage ist unter der Aktennummer D-3-72-112-12 als denkmalgeschütztes Baudenkmal von Arnschwang verzeichnet. Ebenso wird sie als Bodendenkmal unter der Aktennummer D-3-6742-0004 im Bayernatlas als „archäologische Befunde des Mittelalters und der frühen Neuzeit im Bereich des ehem. Schlosses von Arnschwang, zuvor mittelalterliche Burg“ geführt.

## Geschichte
Um 1173 wird erstmals ein Gotefridus de Arinswanch als Ministeriale der Diepoldinger erwähnt. Das Adelsgeschlecht der Arnschwanger ist bis zum Beginn des 13. Jahrhunderts hier nachweisbar. 1352 nennen sich die Kälbl nach Arnschwang. Ein Kälbl wird bereits 1285 in einer Urkunde des Klosters Schönthal genannt, der wegen Güter in Grasfilzing (heute ein Ortsteil von Arnschwang) in Auseinandersetzungen geraten war. Von daher ist anzunehmen, dass die Kälbl bereits früh Besitzrechte in Arnschwang hatten. Ab 1392 sind die Püdensdorfer auf der Burg ansässig. 1430 geht der Besitz auf dem Kaufweg an die Sattelbogener über. 1431 wurde die Burg von den Hussiten niedergebrannt.
1483 verschreibt Siegmund von Sattelbogen zu Lichteneck dem Herzog Albrecht die Öffnung der Burg und verspricht, ohne Genehmigung durch den Herzog keine Veränderungen vorzunehmen. 1492 kommt die Hofmark in den Besitz des Pflegers von Cham, Wilhelm Adelmann von Adelmannsfelden. Die Gerichtsbarkeit des Burgherren war auf den Hofbau begrenzt, Herzog Otto hatte hingegen die hohe und die niedere Gerichtsbarkeit sowie das Geleit auf der Straße nach Böhmen inne. Georg Adelmann verkaufte 1496 mit Einwilligung des Kurfürsten Arnschwang an Ludwig von Habsberg und Ludwig von Eyb. Dieser Eyb überlässt 1510 seinen Anteil seinem Mitinhaber. 1521 geht das Schloss an Hans von Hienheim und Walter von Habsbberg über. Im gleichen Jahr gibt der Hienheimer seinen Anteil an seinen Schwager Christoph Fuchs, der 1527 auch die andere Hälfte erwirbt.

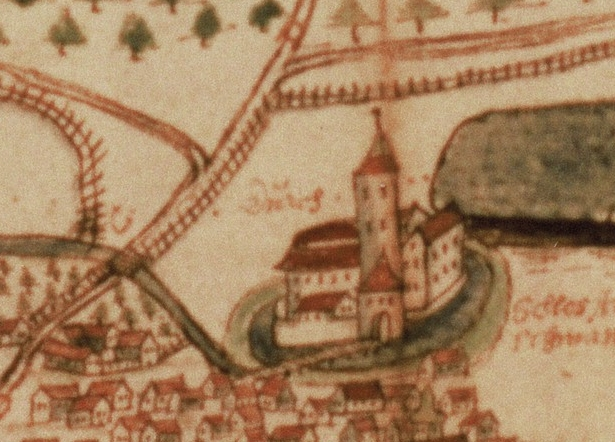
Wasserveste Arnschwang 1607

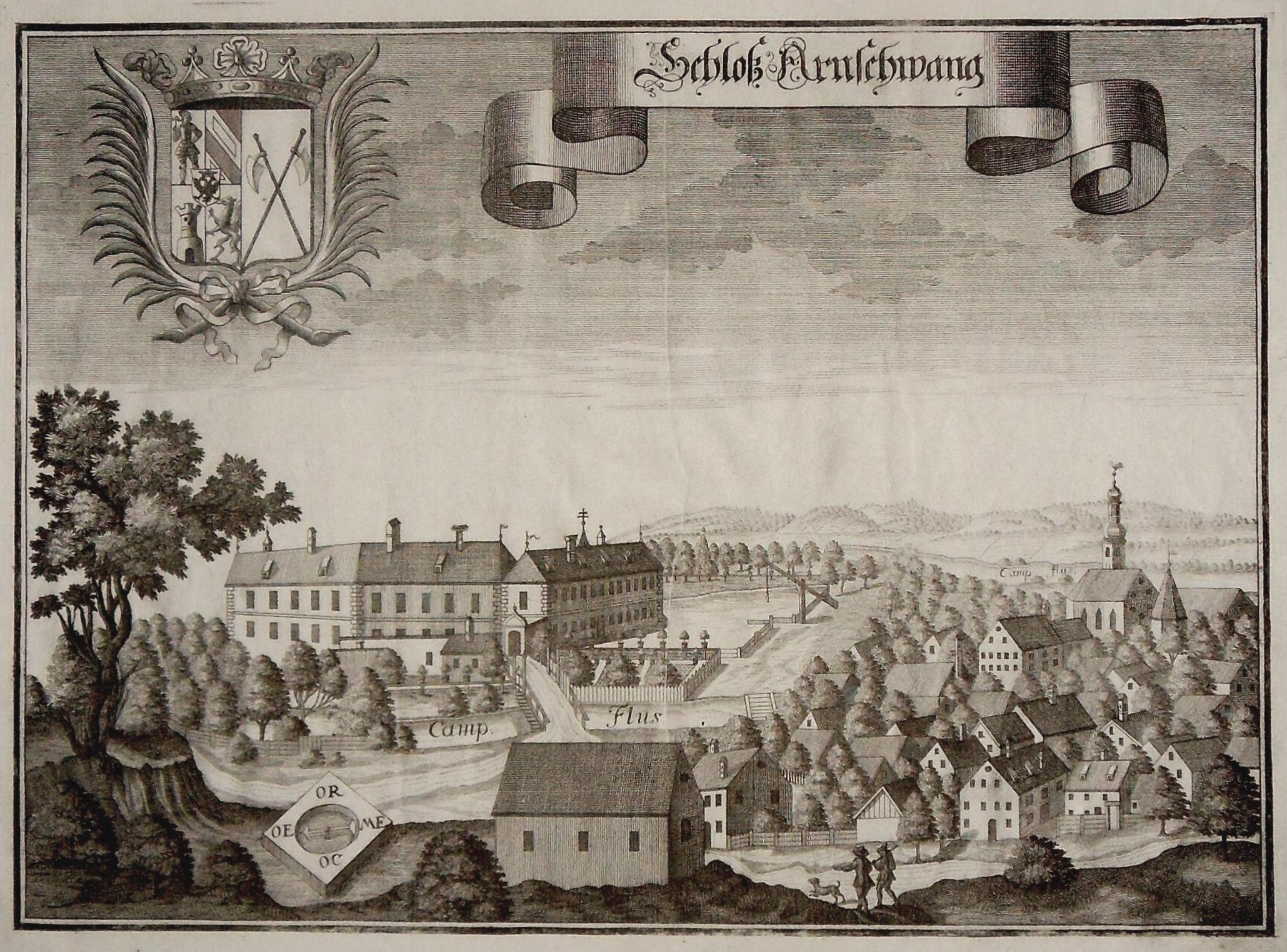
Wasserschloss Arnschwang nach einem Stich von Michael Wening von 1720

Am 13. Mai 1612 verkauft Hans Wilhelm Fuchs Schloss und Hofmark der kurpfälzischen Regierung zu Amberg. Am 3. Juni 1626 schenkt Kaiser Ferdinand II. Arnschwang dem Rat und Kanzler Joachim von Donnersberg. Von dessen Erben wird Arnschwang 1678 an Alois Bonaventura verkauft. Dieser verschenkt dieses Gut 1722 an seinen Paten Alois von Bonaventura Graf von Kreuth. 1750 vertauscht dieser Arnschwang an den Johann Baptist von Albersdorf. 1759 erwirbt Reichsgraf Max von Törring das Schlossgut.
Am 2. April 1801 geht dieses zusammen mit Schloss Ränkam durch Kauf an Karl Friedrich Wilhelm Reichsfreiherr von Völderndorf und Waradein über. Dieser wollte ursprünglich hier ein Ortsgericht bilden, beantragte 1815 aber die Bildung eines Patrimonialgerichts II. Klasse. Erst 1821 genehmigt das Innenministerium die Bildung eines Patrimonialgerichts I. Klasse. 1826 kommt dieses an den Staat, wobei in der Folge der Besitz „zertrümmert“, d. h. an Privatleute verkauft wird.

## Wasserschloss Arnschwang einst und jetzt
Wie man auf dem Stich von Michael Wening von 1720 sehen kann, war das Schloss ein zweigeschossiger Bau mit einer Putz- und Bandgliederung, der von zwei Armen der Chamb umflossen war und ist. Ursprünglich war das Schloss ein unregelmäßiger dreiflügeliger Bau mit einem ummauerten Eingangsbereich mit einem Portalbau. Der 1607 vorhandene hohe Turm ist vermutlich im Zuge der Wirren des Dreißigjährigen Krieges abgekommen.
Erhalten davon ist der Westflügel, ein mehrfach gebrochener und zweigeschossiger Satteldachbau. Dieser stammt im Kern aus der Zeit um 1300. Umbauten fanden im 15. und 16. Jahrhundert sowie aufgrund dendrochronologischer Datierung auch um 1678 statt. Anfang des 20. Jahrhunderts wurde ein Stockwerk abgetragen. Reste des Ringgrabens sind noch erhalten.
Der Gemeinderat Arnschwang hatte einem Antrag des Besitzers auf Abbruch des heruntergekommenen Wasserschlosses bereits zugestimmt, aber durch eine hohe Förderung von Seiten des Bayerischen Landesamts für Denkmalpflege konnte eine Sanierung in die Wege geleitet werden. Dabei musste das Wasserschloss von Peter Mühlbauer, Besitzer des Schlosses seit Anfang des 20. Jahrhunderts, für mindestens 45 Jahre der Gemeinde Arnschwang mittels Erbbaurechtsvertrages überlassen werden. Nach ersten Gesprächen und Voruntersuchungen durch Egon Johannes Greipl im Jahr 2008 wurde gemeinsam mit dem Ersten Bürgermeister Michael Multerer ein Konzept für die Renovierung der Anlage erarbeitet. Daran schloss sich eine dreijährige Instandsetzung an, so dass 2012 das gesicherte Gebäude der Allgemeinheit zur Verfügung gestellt werden konnte. Die Räumlichkeiten stehen für Privatpersonen, Vereinen, Organisationen, Künstlern, Seniorengruppen und der Gemeinde für festliche Anlässe zur Verfügung. Es folgte in den folgenden Jahren der Ausbau und Verbesserungen für die Nutzung der Räumlichkeiten innerhalb der Schlossmauern. Fußböden, Heizung, Beleuchtung, Sanitäranlagen wurden ergänzt.